# Tayfun Cora
Tayfun Cora (* 5. Dezember 1983 in Trabzon, Türkei) ist ein ehemaliger türkischer Fußballspieler.

## Karriere

### Verein
Im Jahr 2002 wechselte Tayfun Cora von der Jugend- in die A-Mannschaft von Trabzonspor. Er wurde damals häufig in die türkische U21-Nationalmannschaft berufen. Er konnte sich jedoch in Trabzon nicht etablieren und wurde in der Saison 2006/07 an Kayserispor ausgeliehen.
Zur Rückrunde der Spielzeit 2012/13 verließ er nach zehn Jahren Trabzonspor und wechselte zum Zweitligisten Karşıyaka SK. Beim Ägäis-Derby zwischen Karşıyaka und Manisaspor am 21. September 2013 kam es zum Eklat zwischen Cora und den Manisaspor-Fans, als Cora sich zu einer obszönen Geste hinreißen ließ. 2014 wechselte er dann ausgerechnet zu Manisaspor und entschuldigte sich für seine Geste und versprach, seine Geste mit guter Leistung wieder gutmachen zu wollen. Im Dezember 2014 verließ der diesen Verein bereits wieder.

### Nationalmannschaft
Cora begann seine Nationalmannschaftskarriere 2000 bei der türkischen U-16-Nationalmannschaft. Hier wurde er zweimal nominiert, kam aber zu keinem Einsatz. ein Jahr später gab er dann in der türkischen -U19-Nationalmannschaft sein Debüt. Später spielte er noch etliche Male für die türkische U-20- und U21-Nationalmannschaft. Zudem spielte er 2006 einmal für die zweite Auswahl der Türkischen Nationalmannschaft.

## Erfolge
Mit Trabzonspor
- Türkischer Vizemeister: 2003/04, 2004/05, 2010/11
- Türkischer Pokalsieger: 2002/03, 2003/04, 2009/10
- Türkischer Supercup: 2010